# Verein für Bewegungsspiele Stuttgart 1893 2018-2019
Questa pagina raccoglie i dati riguardanti il Verein für Bewegungsspiele Stuttgart 1893 nelle competizioni ufficiali della stagione 2018-2019.

## Stagione
La stagione 2018-2019 vede la 53ª partecipazione alla Bundesliga e la 2ª di fila per lo Stoccarda, che conferma l'allenatore turco Tayfun Korkut, dopo gli ottimi risultati ottenuti la stagione precedente. Il primo impegno ufficiale vede i Biancorossi affrontare l'Hansa Rostock nel primo turno di Coppa di Germania e venire sconfitti a sorpresa per due reti a zero. L'esordio in campionato vede la sconfitta degli uomini di Korkut in casa del Magonza per 1-0. Il 29 settembre arriva, alla sesta giornata, la prima vittoria dello Stoccarda che batte per 2-1 il Werder Brema nonostante un goffo errore del portiere Ron-Robert Zieler. L'8 ottobre 2018, in seguito alla quarta sconfitta conseguita per mano dell'Hannover 96, viene esonerato l'allenatore Tayfun Korkut. In suo luogo viene assunto l'ex tecnico dello Schalke 04 Markus Weinzierl. Il 22 dicembre si conclude il girone di andata del VfB Stuttgart con la sconfitta per 1-3 in casa con lo Schalke 04 e la squadra impantanata in zona retrocessione. Il 3 marzo, dopo otto giornate senza vittorie, lo Stoccarda batte la diretta concorrente Hannover 96 per 5-1. Il 20 aprile, in seguito al tennistico 6-0 subito dall'Augusta, la dirigenza solleva Markus Weinzierl dall'incarico di allenatore e lo affida ad interim a Nico Willig. Il 18 maggio si conclude il campionato dello Stoccarda, con il pareggio a reti inviolate in casa dello Schalke 04. Il 27 maggio in virtù del doppio pareggio (2-2 e 0-0) contro l'Union Berlino nello spareggio promozione-retrocessione, lo Stoccarda viene nuovamente retrocesso in 2. Fußball-Bundesliga per la seconda volta in quattro stagioni.

## Maglie e sponsor
Lo sponsor tecnico per la stagione 2018-2019 è Puma, mentre sulla manica sinistra è presente il logo del partner Gazi. Lo sponsor ufficiale è per la sesta stagione consecutiva Mercedes-Benz Bank.
|  | Casa |  | Trasferta |  | Terza maglia |

## Organigramma societario
Dal sito internet ufficiale della società.
Area direttiva
- Presidente: Wolfgang Dietrich
- Vicepresidente: Wilfried Porth
- Supervisori: Guido Buchwald, Bernd Gaiser, Hartmut Jenner, Hermann Ohlicher, Franz Reiner, Bertram Sugg

Area tecnica

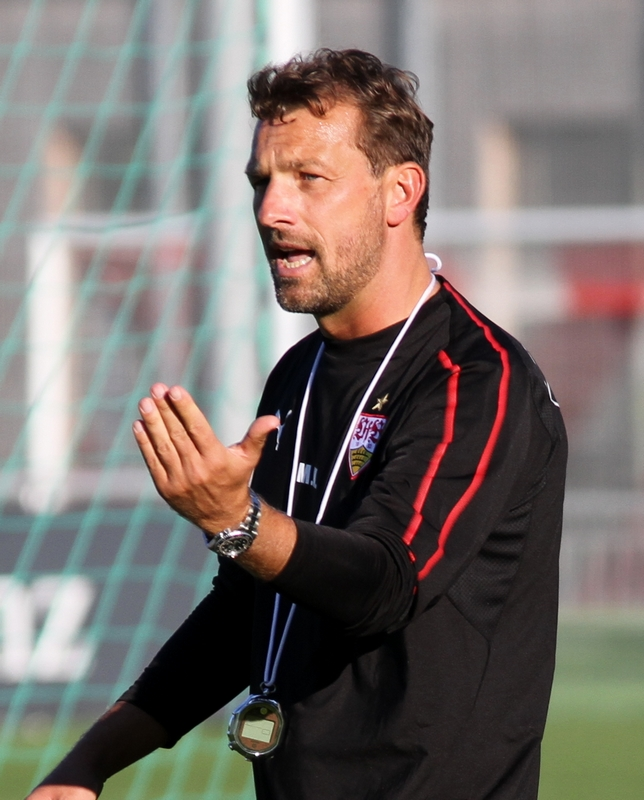
Markus Weinzierl, il nuovo allenatore dello Stoccarda dal 9 ottobre al 20 aprile

- Allenatore: Tayfun Korkut[1]; Markus Weinzierl[2]; Nico Willig[3]
- Allenatore in seconda: Ilija Aračić[1]; Thomas Barth[2]
- Allenatore in terza: Steve Cherundolo[1]; Wolfgang Beller[2]
- Allenatore dei portieri: Marco Langner
- Supervisori: Günther Schäfer, Peter Reichert
- Preparatori atletici: Raymond Best, Heiko Striegel, Mario Bucher, Matthias Schiffers
- Fisioterapisti: Gerhard Wörn, Matthias Hahn, Manuel Roth
- Analista: Marcus Fregin

Area organizzativa
- Direttore finanziario: Stefan Heim
- Direttore sportivo: Michael Reschke

Area marketing
- Direttore area marketing: Jochen Röttgermann
- Equipaggiamento: Michael Meusch, Gordana Markovic-Masala

Area comunicazione
- Direttore della comunicazione: Oliver Schraft

## Rosa

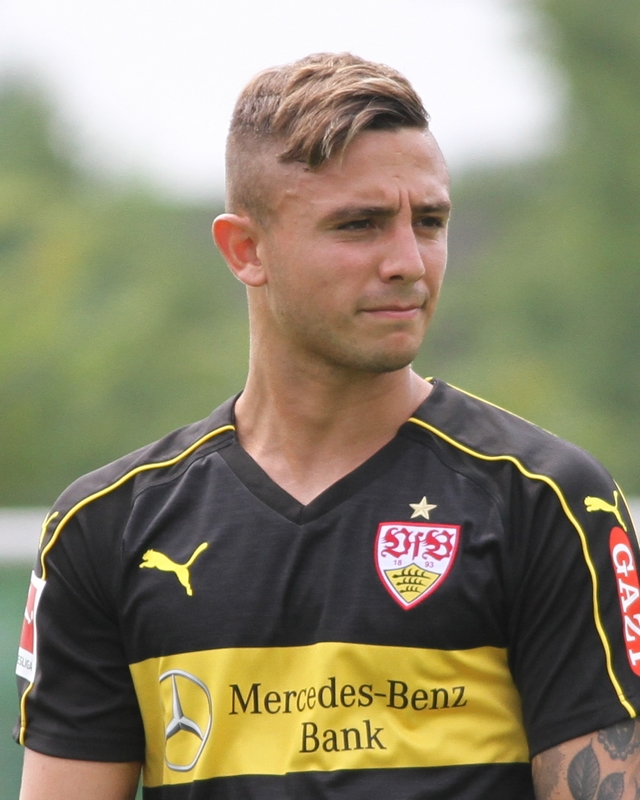
Pablo Maffeo, difensore spagnolo neo acquisto dello Stoccarda

Rosa e numerazione dello Stoccarda tratte dal sito ufficiale.

## Calciomercato

### Sessione estiva
| Acquisti         | Acquisti          | Acquisti           | Acquisti                   |
| R.               | Nome              | da                 | Modalità                   |
| ---------------- | ----------------- | ------------------ | -------------------------- |
| D                | Marc-Oliver Kempf | Friburgo           | gratuito                   |
| D                | Pablo Maffeo      | Manchester City    | definitivo (9 milioni €)   |
| D                | Borna Sosa        | Dinamo Zagabria    | definitivo (6 milioni €)   |
| C                | Gonzalo Castro    | Borussia Dortmund  | definitivo (5 milioni €)   |
| C                | Daniel Didavi     | Wolfsburg          | definitivo (4 milioni €)   |
| C                | David Kopacz      | Borussia Dortmund  | gratuito                   |
| A                | Nicolás González  | Argentinos Juniors | definitivo (8,5 milioni €) |
| Altre operazioni |                   |                    |                            |
| D                | Ailton            | Estoril Praia      | fine prestito              |
| D                | Jérôme Onguéné    | Salisburgo         | fine prestito              |
| D                | Jean Zimmer       | Fortuna Düsseldorf | fine prestito              |
| C                | Roberto Massimo   | Arminia Bielefeld  | definitivo (2,5 milioni €) |
| C                | Hans Nunoo Sarpei | Senica             | fine prestito              |
| C                | Tobias Werner     | Norimberga         | fine prestito              |
| A                | Julian Green      | Greuther Fürth     | fine prestito              |
| A                | Jan Kliment       | Brøndby            | fine prestito              |
| R.               | Nome              | da                 | Modalità                   |

| Cessioni         | Cessioni            | Cessioni           | Cessioni                         |
| ---------------- | ------------------- | ------------------ | -------------------------------- |
| D                | Marcin Kamiński     | Fortuna Düsseldorf | prestito                         |
| D                | Matthias Zimmermann | Fortuna Düsseldorf | gratuito                         |
| C                | Dženis Burnić       | Borussia Dortmund  | fine prestito                    |
| C                | Orel Mangala        | Amburgo            | prestito                         |
| A                | Daniel Ginczek      | Wolfsburg          | definitivo (14 milioni €)        |
| R.               | Nome                | a                  | Modalità                         |
| Altre operazioni |                     |                    |                                  |
| D                | Ailton              | Estoril Praia      | prestito oneroso (0,1 milioni €) |
| D                | Jérôme Onguéné      | Salisburgo         | definitivo (2 milioni €)         |
| D                | Jean Zimmer         | Fortuna Düsseldorf | definitivo (0,9 milioni €)       |
| C                | Jacob Bruun Larsen  | Borussia Dortmund  | fine prestito                    |
| C                | Carlos Mané         | Sporting Lisbona   | fine prestito                    |
| C                | Roberto Massimo     | Arminia Bielefeld  | prestito                         |
| A                | Takuma Asano        | Arsenal            | fine prestito                    |
| A                | Julian Green        | Greuther Fürth     | definitivo (0,2 milioni €)       |
| R.               | Nome                | a                  | Modalità                         |

### Sessione invernale
| Acquisti         | Acquisti          | Acquisti       | Acquisti                         |
| R.               | Nome              | da             | Modalità                         |
| ---------------- | ----------------- | -------------- | -------------------------------- |
| D                | Ozan Kabak        | Galatasaray    | definitivo (11 milioni €)        |
| C                | Alexander Esswein | Hertha Berlino | prestito oneroso (0,4 milioni €) |
| C                | Steven Zuber      | Hoffenheim     | prestito oneroso (0,6 milioni €) |
| Altre operazioni |                   |                |                                  |
| R.               | Nome              | da             | Modalità                         |

| Cessioni         | Cessioni          | Cessioni       | Cessioni                   |
| R.               | Nome              | a              | Modalità                   |
| ---------------- | ----------------- | -------------- | -------------------------- |
| C                | Berkay Özcan      | Amburgo        | definitivo (1,5 milioni €) |
| Altre operazioni |                   |                |                            |
| R.               | Nome              | a              | Modalità                   |
| C                | Hans Nunoo Sarpei | Greuther Fürth | prestito                   |

## Risultati

### Bundesliga

#### Girone di andata
| Arbitro: | Siebert (Berlino) |

|          |           |  |
| Ujah 76’ | Marcatori |  |

| Arbitro: | Osmers (Hannover) |

|  |           |                                         |
|  | Marcatori | 37’ Goretzka 62’ Lewandowski 76’ Müller |

| Arbitro: | Aytekin (Oberasbach) |

|                                 |           |                          |
| Gondorf 1’, 52’ Waldschmidt 81’ | Marcatori | 44’ Insúa 49’, 56’ Gómez |

| Stoccarda 21 settembre 2018, ore 20:30 CEST 4ª giornata | Stoccarda         | 0 – 0 referto | Fortuna Düsseldorf | Mercedes-Benz-Arena (54 410 spett.)\| Arbitro: \| Hartmann (Wangen) \| |
| Arbitro:                                                | Hartmann (Wangen) |               |                    |                                                                        |

| Arbitro: | Schröder (Hannover) |

|                          |           |  |
| Orban 45+1’ Augustin 80’ | Marcatori |  |

| Arbitro: | Welz (Wiesbaden) |

|                      |           |                   |
| Dōnīs 19’ Castro 75’ | Marcatori | 68’ (aut.) Zieler |

| Arbitro: | Stegemann (Niederkassel) |

|                             |           |           |
| Wood 30’, 45+1’ Bebou 90+1’ | Marcatori | 50’ Gómez |

| Arbitro: | Gräfe (Berlino) |

|  |           |                                                 |
|  | Marcatori | 3’ Sancho 23’ Reus 25’ Paco Alcácer 85’ Philipp |

| Arbitro: | Willenborg (Osnabrück) |

|                                            |           |  |
| Brenet 48’ Joelinton 51’ Belfodil 57’, 60’ | Marcatori |  |

| Arbitro: | Jablonski (Brema) |

|  |           |                                 |
|  | Marcatori | 11’ Haller 32’ Rebić 89’ Müller |

| Arbitro: | Dingert (Lebecksmühle) |

|  |           |                          |
|  | Marcatori | 68’ Baumgartl 82’ Thommy |

| Arbitro: | Schröder (Hannover) |

|                  |           |  |
| Volland 76’, 83’ | Marcatori |  |

| Arbitro: | Osmers (Hannover) |

|           |           |  |
| Dōnīs 39’ | Marcatori |  |

| Arbitro: | Aytekin (Oberasbach) |

|                                           |           |  |
| Raffael 69’ Neuhaus 77’ Pavard 84’ (aut.) | Marcatori |  |

| Arbitro: | Stegemann (Niederkassel) |

|                |           |                 |
| Gómez 65’, 76’ | Marcatori | 38’ Mittelstädt |

| Arbitro: | Hartmann (Wangen) |

|                             |           |  |
| Guilavogui 24’ Weghorst 44’ | Marcatori |  |

| Arbitro: | Brych (Monaco di Baviera) |

|              |           |                                   |
| González 76’ | Marcatori | 10’ Skrzybski 70’ Sané 78’ Kutucu |

#### Girone di ritorno
| Arbitro: | Stieler (Amburgo) |

|                        |           |                                          |
| González 83’ Kempf 85’ | Marcatori | 22’ (aut.) Ascacíbar 28’ Mateta 72’ Hack |

| Arbitro: | Willenborg (Osnabrück) |

|                                                           |           |           |
| Thiago 5’ Gentner 55’ (aut.) Goretzka 71’ Lewandowski 84’ | Marcatori | 26’ Dōnīs |

| Arbitro: | Aytekin (Oberasbach) |

|                      |           |                                |
| Insúa 75’ Didavi 83’ | Marcatori | 4’ Haberer 90+4’ Niederlechner |

| Arbitro: | Dingert (Lebecksmühle) |

|                                |           |  |
| Karaman 34’ Fink 49’ Raman 85’ | Marcatori |  |

| Arbitro: | Zwayer (Berlino) |

|                  |           |                              |
| Zuber 16’ (rig.) | Marcatori | 6’, 74’ Poulsen 68’ Sabitzer |

| Arbitro: | Hartmann (Wangen) |

|              |           |          |
| Klaassen 45’ | Marcatori | 2’ Zuber |

| Arbitro: | Dankert (Rostock) |

|                                        |           |              |
| Gómez 4’ Kabak 16’, 45’ Zuber 78’, 81’ | Marcatori | 68’ Jonathas |

| Arbitro: | Cortus (Röthenbach) |

|                                                |           |           |
| Reus 62’ (rig.) Paco Alcácer 84’ Pulisic 90+2’ | Marcatori | 71’ Kempf |

| Arbitro: | Zwayer (Berlino) |

|           |           |              |
| Zuber 66’ | Marcatori | 42’ Kramarić |

| Arbitro: | Brych (Monaco di Baviera) |

|                           |           |  |
| Kostić 45’, 64’ Jović 84’ | Marcatori |  |

| Arbitro: | Willenborg (Osnabrück) |

|           |           |             |
| Kabak 75’ | Marcatori | 42’ Matheus |

| Arbitro: | Stieler (Amburgo) |

|  |           |                    |
|  | Marcatori | 64’ (rig.) Havertz |

| Arbitro: | Gräfe (Berlino) |

|                                                    |           |  |
| Khedira 11’ Hahn 18’ Max 29’, 59’ Richter 53’, 68’ | Marcatori |  |

| Arbitro: | Dankert (Rostock) |

|           |           |  |
| Dōnīs 56’ | Marcatori |  |

| Arbitro: | Schlager (Hügelsheim) |

|                                   |           |           |
| Ibišević 40’ Duda 45+1’ Kalou 67’ | Marcatori | 70’ Gómez |

| Arbitro: | Brych (Monaco di Baviera) |

|                                   |           |  |
| Castro 45+1’ Dōnīs 55’ Didavi 83’ | Marcatori |  |

| Gelsenkirchen 18 maggio 2019, ore 15:30 CEST 34ª giornata | Schalke 04          | 0 – 0 referto | Stoccarda | Veltins-Arena (61 676 spett.)\| Arbitro: \| Schröder (Hannover) \| |
| Arbitro:                                                  | Schröder (Hannover) |               |           |                                                                    |

#### Spareggio promozione-retrocessione
| Arbitro: | Dankert (Rostock) |

|                       |           |                             |
| Gentner 42’ Gómez 51’ | Marcatori | 43’ Abdullahi 68’ Friedrich |

| Berlino 27 maggio 2019, ore 20:30 CEST Ritorno | Union Berlino          | 0 – 0 referto | Stoccarda | Stadion An der Alten Försterei (22 012 spett.)\| Arbitro: \| Dingert (Lebecksmühle) \| |
| Arbitro:                                       | Dingert (Lebecksmühle) |               |           |                                                                                        |

### Coppa di Germania
| Arbitro: | Stieler (Amburgo) |

|                     |           |  |
| Soukou 8’ Pepić 84’ | Marcatori |  |

## Statistiche

### Statistiche di squadra
| Competizione                       | Punti | In casa | In casa | In casa | In casa | In casa | In casa | In trasferta | In trasferta | In trasferta | In trasferta | In trasferta | In trasferta | Totale | Totale | Totale | Totale | Totale | Totale | DR  |
| Competizione                       | Punti | G       | V       | N       | P       | Gf      | Gs      | G            | V            | N            | P            | Gf           | Gs           | G      | V      | N      | P      | Gf     | Gs     | DR  |
| ---------------------------------- | ----- | ------- | ------- | ------- | ------- | ------- | ------- | ------------ | ------------ | ------------ | ------------ | ------------ | ------------ | ------ | ------ | ------ | ------ | ------ | ------ | --- |
| Bundesliga                         | 28    | 17      | 6       | 4       | 7       | 22      | 27      | 17           | 1            | 3            | 13           | 10           | 43           | 34     | 7      | 7      | 20     | 32     | 70     | -38 |
| Spareggio promozione-retrocessione | -     | 1       | 0       | 1       | 0       | 2       | 2       | 1            | 0            | 1            | 0            | 0            | 0            | 2      | 0      | 2      | 0      | 2      | 2      | 0   |
| Coppa di Germania                  | -     | 0       | 0       | 0       | 0       | 0       | 0       | 1            | 0            | 0            | 1            | 0            | 2            | 1      | 0      | 0      | 1      | 0      | 2      | -2  |
| Totale                             | 28    | 18      | 6       | 5       | 7       | 24      | 29      | 19           | 1            | 4            | 14           | 10           | 46           | 37     | 7      | 9      | 21     | 34     | 74     | -40 |

### Andamento in campionato
| Giornata  | 1  | 2  | 3  | 4  | 5  | 6  | 7  | 8  | 9  | 10 | 11 | 12 | 13 | 14 | 15 | 16 | 17 | 18 | 19 | 20 | 21 | 22 | 23 | 24 | 25 | 26 | 27 | 28 | 29 | 30 | 31 | 32 | 33 | 34 |
| --------- | -- | -- | -- | -- | -- | -- | -- | -- | -- | -- | -- | -- | -- | -- | -- | -- | -- | -- | -- | -- | -- | -- | -- | -- | -- | -- | -- | -- | -- | -- | -- | -- | -- | -- |
| Luogo     | T  | C  | T  | C  | T  | C  | T  | C  | T  | C  | T  | C  | C  | T  | C  | T  | C  | C  | T  | C  | T  | C  | T  | C  | T  | C  | T  | C  | C  | T  | C  | T  | C  | T  |
| Risultato | P  | P  | N  | N  | P  | V  | P  | P  | P  | P  | V  | P  | V  | P  | V  | P  | P  | P  | P  | N  | P  | P  | N  | V  | P  | N  | P  | N  | P  | P  | V  | P  | V  | N  |
| Posizione | 14 | 18 | 16 | 17 | 17 | 16 | 18 | 17 | 18 | 18 | 18 | 18 | 15 | 15 | 15 | 16 | 16 | 16 | 16 | 16 | 16 | 16 | 16 | 16 | 16 | 16 | 16 | 16 | 16 | 16 | 16 | 16 | 16 | 16 |

Legenda:

Luogo: C = Casa; T = Trasferta. Risultato: V = Vittoria; N = Pareggio; P = Sconfitta.

### Statistiche dei giocatori
In corsivo i calciatori che hanno lasciato la squadra a stagione in corso.
| Giocatore    | Bundesliga | Bundesliga | Bundesliga  | Bundesliga | Coppa di Germania | Coppa di Germania | Coppa di Germania | Coppa di Germania | Totale   | Totale | Totale      | Totale     |
| Giocatore    | Presenze   | Reti       | Ammonizioni | Espulsioni | Presenze          | Reti              | Ammonizioni       | Espulsioni        | Presenze | Reti   | Ammonizioni | Espulsioni |
| ------------ | ---------- | ---------- | ----------- | ---------- | ----------------- | ----------------- | ----------------- | ----------------- | -------- | ------ | ----------- | ---------- |
| A. Aidonis   | 1          | 0          | 1           | 0          | -                 | -                 | -                 | -                 | 1        | 0      | 1           | 0          |
| C. Akolo     | 16+2       | 0          | 0           | 0          | 1                 | 0                 | 0                 | 0                 | 19       | 0      | 0           | 0          |
| D. Aogo      | 15+1       | 0          | 1           | 0          | 1                 | 0                 | 0                 | 0                 | 17       | 0      | 1           | 0          |
| S. Ascacíbar | 27+1       | 0          | 10          | 1          | 0                 | 0                 | 0                 | 0                 | 28       | 0      | 10          | 1          |
| H. Badstuber | 10+1       | 0          | 1           | 0          | 1                 | 0                 | 0                 | 0                 | 12       | 0      | 1           | 0          |
| T. Baumgartl | 18         | 1          | 2           | 0          | 1                 | 0                 | 0                 | 0                 | 19       | 1      | 2           | 0          |
| A. Beck      | 24         | 0          | 2           | 0          | 0                 | 0                 | 0                 | 0                 | 24       | 0      | 2           | 0          |
| G. Castro    | 25+2       | 2          | 3           | 0          | 1                 | 0                 | 0                 | 0                 | 28       | 2      | 3           | 0          |
| L. Dajaku    | 2          | 0          | 0           | 0          | -                 | -                 | -                 | -                 | 2        | 0      | 0           | 0          |
| D. Didavi    | 20+2       | 2          | 0           | 0          | 1                 | 0                 | 0                 | 0                 | 23       | 2      | 0           | 0          |
| A. Donis     | 25+2       | 5          | 4           | 0          | 1                 | 0                 | 0                 | 0                 | 28       | 5      | 4           | 0          |
| A. Esswein   | 17+1       | 0          | 3           | 0          | -                 | -                 | -                 | -                 | 18       | 0      | 3           | 0          |
| C. Gentner   | 29+2       | 0+1        | 3+1         | 0          | 1                 | 0                 | 0                 | 0                 | 32       | 1      | 4           | 0          |
| M. Gómez     | 31+2       | 7+1        | 3           | 1          | 1                 | 0                 | 0                 | 0                 | 34       | 8      | 3           | 1          |
| N. González  | 30+2       | 2          | 2           | 1          | 1                 | 0                 | 0                 | 0                 | 33       | 2      | 2           | 1          |
| J. Grahl     | 0          | -0         | 0           | 0          | 0                 | -0                | 0                 | 0                 | 0        | -0     | 0           | 0          |
| E. Insúa     | 27+1       | 2          | 4           | 1          | 1                 | 0                 | 0                 | 0                 | 29       | 2      | 4           | 1          |
| O. Kabak     | 15+2       | 3          | 4           | 0          | -                 | -                 | -                 | -                 | 17       | 3      | 4           | 0          |
| M. Kempf     | 23+1       | 2          | 3+1         | 0          | 0                 | 0                 | 0                 | 0                 | 24       | 2      | 4           | 0          |
| D. Kopacz    | 0          | 0          | 0           | 0          | 0                 | 0                 | 0                 | 0                 | 0        | 0      | 0           | 0          |
| P. Maffeo    | 8          | 0          | 1           | 0          | 1                 | 0                 | 1                 | 0                 | 9        | 0      | 2           | 0          |
| A. Meyer     | 0          | -0         | 0           | 0          | 0                 | -0                | 0                 | 0                 | 0        | -0     | 0           | 0          |
| B. Özcan     | 3          | 0          | 0           | 0          | 0                 | 0                 | 0                 | 0                 | 3        | 0      | 0           | 0          |
| B. Pavard    | 29+2       | 0          | 3           | 0          | 0                 | 0                 | 0                 | 0                 | 31       | 0      | 3           | 0          |
| H. N. Sarpei | 2          | 0          | 0           | 0          | -                 | -                 | -                 | -                 | 2        | 0      | 0           | 0          |
| B. Sosa      | 12         | 0          | 3           | 0          | 0                 | 0                 | 0                 | 0                 | 12       | 0      | 3           | 0          |
| E. Thommy    | 19         | 1          | 2           | 1          | 1                 | 0                 | 0                 | 0                 | 20       | 1      | 2           | 1          |
| R. Zieler    | 34+2       | -70+-2     | 3           | 0          | 1                 | -2                | 0                 | 0                 | 37       | -74    | 3           | 0          |
| S. Zuber     | 13+2       | 5          | 3           | 0          | -                 | -                 | -                 | -                 | 15       | 5      | 3           | 0          |